# Iblajtar
Iblájtar (iz nemškega uiberreiter, Überreiter) je bil oboroženi nadzorni carinski obmejni konjenik v Avstrijskem cesarstvu. Iblajtarji so se pojavili sredi 16. stoletja.  Iblajtarji so varovali državne meje pred Turki in Tatari, s kurjenjem kresov so skrbeli za opozarjanje pred Turki in lovili tihotapce- opravljali so torej naloge, ki so danes deljene med vojake, policiste in carinike. Iblajtarji so pogosto presegali svoja pooblastila, podvajali dajatve in se znašali nad ljudmi- posledica tega je več sporov med iblajtarji in ljudstvom, Sergej Vilfan pa je postavil tezo, da je spopad med tovorniki in najetimi obrezanimi iblajtarji (muslimanskimi Slovani iz Bosne) na postojnskem sejmu leta 1610 zgodovinska osnova pripovedke o spopadu med tovornikom soli Martinom Krpanom in domnevnim Turkom –Brdavsom. V 18. In 19. stoletju so z izrazom iblajtar v Slovenskih deželah verjetno označevali tudi druge davčne uslužbence- npr. solne nadzornike ali bankalne nadzornike. Iblajtar je nato postal oznaka za nižje uslužbence finančne straže.